# Snow Mania S1
『Snow Mania S1』（スノーマニア エスワン）は、日本の男性アイドルグループ・Snow Manの1stアルバム。2021年9月29日にavex traxからリリースされた。

## リリース
本作のリリースは2021年8月9日に発表され、「＃SnowMan」「＃スノマニ」といった関連ワードがTwitterトレンドランキング上位を独占した。アルバムのタイトルは“何かが熱狂的な状態”という意味の「Mania」とグループ名を掛け合わせたもので、昔から応援するファンから初めてSnow Manに触れる人まで、「誰をも虜＝Maniaにさせる宝づくしのアルバム」というコンセプトで製作された。初回盤A・Bのジャケット写真ではその宝箱に入ってリスナーへのサプライズを演出しているメンバー写真、通常盤では今までの集大成を表現して“雪の結晶”を創出するメンバー写真が採用されている。また、メンバー全員がティファニーのアクセサリーを身につけている。
初回盤A（2CD+DVD）、初回盤A（2CD+Blu-ray）、初回盤B（CD+DVD）、初回盤B（CD+Blu-ray）、通常盤（CDのみ）で発売。初回盤AではジャニーズJr.時代の楽曲が初めて音源化されて収録され、初回盤BにはSnow Man初となるユニット曲も収録された。
2022年3月14日に発表された第36回日本ゴールドディスク大賞において、本作が「アルバム・オブ・ザ・イヤー」（邦楽）を受賞した。

## 特典・仕様
購入者先着特典
- 初回盤A - 「Snow Man CATLOGUE 2020-2021」A5サイズ
- 初回盤B - 「Snow Mania認定証」B5サイズ
- 通常盤 - 「クリアポスター」A3サイズ

仕様・封入特典
- 初回盤A - ワンピースBOX+デジパック仕様、動画A視聴シリアルナンバー封入
- 初回盤B - ワンピースBOX+デジパック仕様、動画B視聴シリアルナンバー封入
- 通常盤（初回仕様） - スリーブ・フォトブック付き、動画C視聴シリアルナンバー封入

## 収録内容

### CD

#### 通常盤・初回盤A
※「Snow Man's Life」以降、通常盤のみ収録
1. D.D. [4:36]
作詞：栗原暁（Jazzin' park）、作曲・編曲：HIKARI
  - 1stシングル
2. EVOLUTION [3:40]
作詞：KENTZ・51Black Rat、作曲：KENTZ・前迫潤哉、編曲：KENTZ
  - 本作のリード曲[22]。「進化をし続ける」という思いが込められた楽曲で、MVは頂上に向かって突き進むSnow Manが3段階のロケーションで表現され[23]、岩本照によって手の角度や身体の高低差を意識した振付がされている[22]。9月24日にはその振付が確認できるダンスプラクティス動画もYoutubeで公開された[24]。
3. Sugar [3:15]
作詞：katsuki.CF、作曲：Sebastian Thott・Didrik Thott・Jimmy Claeson、編曲：Sebastian Thott
  - ファンク要素のある楽曲。10月6日に公開されたリリックビデオでは、アルバムのアートワーク撮影風景を見ることができる[25]。
4. KISSIN' MY LIPS [3:23]
作詞：岡嶋かな多・JAKAZ、作曲：FATCAT・Siixk Jun、編曲：Peach・Siixk Jun
  - 2ndシングルの1曲目
5. Infighter [3:44]
作詞：松原さらり、作曲・編曲：南田健吾
  - ダンスナンバー。岩本照が振り付けを担当[26]。
6. TIKI TIKI [3:23]
作詞：KENTZ・51Black Rat、作曲：KENTZ・Phoenix Storm、51Black Rat、編曲：KENTZ・大西省吾
7. Grandeur [3:38]
作詞：MiNE・Atsushi Shimada、作曲：Tommy Clint・MiNE・Atsushi Shimada、編曲：Atsushi Shimada
  - 3rdシングル
8. Super Sexy [3:29]
作詞：MiNE・Atsushi Shimada、作曲：Jan Baars・Rajan Muse・Koos Kamerling、編曲：Jan Baars・Rajan Muse
9. Delicious!!! [3:12]
作詞：miwaflower、作曲：Tommy Clint・坂室賢一、編曲：坂室賢一
  - Snow Man出演 不二家『不二家LOOK たのしめルック!』篇、『不二家洋菓子店 素材って、愛だ。』篇 CMソング[27]
10. HELLO HELLO - Movie Ver. [4:48]
作詞：katsuki.CF、作曲：Ryosuke Saito・katsuki.CF・TARO MIZOTE、編曲：TARO MIZOTE・Ryosuke Saito・菊池博人
  - 4thシングル
  - ラウール主演映画『ハニーレモンソーダ』主題歌
11. Be Proud! [3:42]
作詞・作曲・編曲：HIKARI
  - TBS系『それSnow Manにやらせて下さい』テーマソング[28]
12. GRATITUDE [4:59]
作詞：坂室賢一、作曲：坂室賢一・川口進、編曲：坂室賢一・佐々木博史
13. Snow Man's Life [5:30]
作詞：山田裕介、作曲：山田裕介・金井奏馬、編曲：金井奏馬
  - Snow ManやSnow Manに関連した人物の“あるある”を歌ったもので、メンバーが提案し、それを繋いだものが歌詞となっている[29]。
14. IX as One [11:52]

#### 初回盤B
※ 1. 〜 12. は初回盤A・通常盤と共通。
1. P.M.G. - 深澤辰哉・向井康二・宮舘涼太 [3:05]
作詞：katsuki.CF、作曲：Ryosuke Saito・katsuki.CF・TARO MIZOTE、編曲：TARO MIZOTE・Ryosuke Saito
  - メンバーのアイデアをもとに制作され、「Party Time」「もみあげ手裏剣」「五臓六腑に染み渡る」など、メンバーをイメージさせる歌詞が繰り返される楽曲で[30]、"PMG"は、前述の3つのワードの頭文字を取ったもの[31]。
2. ADDICTED TO LOVE - 岩本照・ラウール・佐久間大介 [4:15]
作詞：Henrik Nordenback・HIROMI、作曲：Henrik Nordenback・Baby Scent、編曲：Henrik Nordenback
  - 80年代ファンクやR&Bがベースとなる[32]全編英語詞のダンスナンバー[33]。岩本が振付を担当[32]。
3. 360m - 渡辺翔太・阿部亮平・目黒蓮 [5:45]
作詞・作曲・編曲：タハラノブヒロ
  - バラード曲[34]。2021年9月22日にYouTubeで公開された[34]「『360m』（渡辺翔太 / 阿部亮平 /目黒蓮）Rec Ver.」は、2022年2月27日時点で1000万再生を突破している[35]。

#### DISC2
※初回盤Aのみ
1. Acrobatic [4:12]
作詞：KOMU、作曲：Takuya Harada・STEVEN LEE・Drew Ryan Scott、編曲：立山秋航
  - 2016年発表曲[36]。
2. Boogie Woogie Baby [4:07]
作詞：Komei Kobayashi、作曲：Tommy Clint・Christofer Erlxon、編曲：Tommy Clint
  - 2017年発表曲[37]。
3. Vanishing Over [4:02]
作詞：MiNE、作曲：MiNE・川口進・Atsushi Shimada、編曲：原田ナオ
  - 2017年発表曲[38]。
4. IX Guys Snow Man [3:56]
作詞：永塚健登、作曲：Andreas Ohrn・Christoffer Lauridsen、編曲：吉岡たく
  - 2017年発表曲[注 2][39]。
5. Don't Hold Back [3:45]
作詞：ma-saya、作曲：Chris Meyer・Stephan Elfgren、編曲：立山秋航
  - 2018年発表曲[41]。
6. Party! Party! Party! [3:51]
作詞：KOMU、作曲：STEVEN LEE・Andreas Stone Johansson・Denniz Jamm・Peter Boyes、編曲：Denniz Jamm・Andreas Stone Johansson
  - 2018年発表曲[41]。
  - マイナビ presents 第29回 東京ガールズコレクション 2019 AUTUMN/WINTER オフィシャルソング[42]
7. Make It Hot [3:49]
作詞：草川瞬、作曲：Tommy Clint・Christofer Erixon、編曲：Tommy Clint
  - 2019年発表曲[43]。
  - Snow Man主演 日本テレビ系シンドラ『簡単なお仕事です。に応募してみた』主題歌[44]
8. Lock on! [3:51]
作詞：miyakei、作曲：youwhich・児山啓介、編曲：久米康隆
  - 2019年発表曲[45]。
  - Snow Man出演 小久保製氷冷蔵CMソング[45]
9. 終わらない Memories [3:32]
作詞：川口進、作曲：川口進・草川瞬・坂室賢一、編曲：川口進・坂室賢一
  - 2019年発表曲[46]。

### DVD/Blu-ray

#### 初回盤A
1. 「終わらない Memories」Music Video
  - 撮り下ろし[21]。
2. 「D.D.」Music Video
3. 「KISSIN' MY LIPS」Music Video
4. 「Grandeur」Music Video
5. 「HELLO HELLO」Music Video
6. 「Snow World」Music Video
  - 2020年2月に行われた「JAPAN EXPO THAILAND」でタイを訪れた際に撮影された[47]。監督やカメラマンなどスタッフ全員が現地の人間だったため、タイ語を話せる向井康二が通訳をしながら撮影した[48]。
7. 「EVOLUTION」Music Video
8. Behind The Scenes

#### 初回盤B
1. 「EVOLUTION」マルチアングル映像
2. 「Crazy F-R-E-S-H Beat」Dance Video
3. 「Stories」Music Video
4. 「Big Bang Sweet」Music Video
5. 「ナミダの海を越えて行け」Music Video
6. 「縁 -YUÁN-」Music Video
7. 「YumYumYum〜SpicyGirl〜」Dance Video
8. 1stアルバム発売記念！お宝大放出！トレジャー9-BALL
9. IX as One 〜The Animation〜
  - 通常盤CDに収録されているボイスドラマ「IX as One」をアニメーション化したもので、メンバーのアバターが登場する[21]。

## チャート成績
2021年10月5日発表の同年10月11日付オリコン週間アルバムランキングでは、初週84.1万枚を売り上げ初登場1位を獲得。これは2021年度の最高初週売上枚数であり、1stアルバムの初週売上枚数としては令和最高である。その後、発売から約1年後の2022年9月21日付のオリコンデイリーアルバムランキングで250枚を売り上げたことで累積売上が100.0万枚となり、ミリオンを達成。オリコンの集計で、年号が令和に変更されて以降にデビューアルバムの売上枚数がミリオンを達成したのは本作が初である。
Billboard JAPANでは「Billboard JAPAN Top Singles」と「Billboard JAPAN JAPAN HOT 100」共に2021年10月11日・18日の2週連続で首位を獲得。その後も売り上げを伸ばし続け、発売から7か月が経った2022年5月1日、ミリオンを達成した。